# Halowe Mistrzostwa Świata w Lekkoatletyce 1993 – sztafeta 4 × 400 m mężczyzn
Sztafeta 4 × 400 m mężczyzn – jedna z konkurencji rozgrywanych podczas halowych mistrzostw świata w lekkoatletyce w 1993, zmagania w niej odbyły się 13 marca.
Udział w tej konkurencji brały ekipy reprezentujące 6 państw. Zawody te wygrała ekipa ze Stanów Zjednoczonych (w składzie: Darnell Hall, Brian Irvin, Jason Rouser, Mark Everett). Drugą pozycję zajęli zawodnicy z Trynidadu i Tobago (w składzie: Dazel Jules, Alvin Daniel, Neil de Silva, Ian Morris), trzecią zaś reprezentanci Japonii (w składzie: Masayoshi Kan, Seiji Inagaki, Yoshihiko Saitō, Hiroyuki Hayashi).

## Wyniki
| Miejsce | Zawodnicy                                                        | Państwo           | Wynik   | Uwagi |
| ------- | ---------------------------------------------------------------- | ----------------- | ------- | ----- |
| 01 !    | Darnell Hall Brian Irvin Jason Rouser Mark Everett               | Stany Zjednoczone | 3:04,20 |       |
| 02 !    | Dazel Jules Alvin Daniel Neil de Silva Ian Morris                | Trynidad i Tobago | 3:07,02 | NR    |
| 03 !    | Masayoshi Kan Seiji Inagaki Yoshihiko Saitō Hiroyuki Hayashi     | Japonia           | 3:07,30 | AR    |
| 4.      | O'Brian Gibbons Mark Anthony Graham David Anderson Byron Goodwin | Kanada            | 3:07,77 | NR    |
| 5.      | Howard Davis Anthony Price Anthony Wallace Devon Morris          | Jamajka           | 3:08,47 | NR    |
| –       | Andrea Montanari Vito Petrella Fabio Grossi Alessandro Aimar     | Włochy            | DSQ     |       |